# 本是同根
《本是同根》（英語：Return to the Truth；海外劇名《還我今生》），香港亞洲電視1992年製作的電視劇，全劇共20集，由江華、呂頌賢、米雪领衔主演，並由郭峰、劉丹、劉锦玲、蔡曉儀、楊群、楊玉梅聯合主演，監製為黃國輝。故事主軸為一對兄弟之間的恩怨情仇。
本劇曾在2008年於中國中央電視台懷舊劇場頻道重播；2011年3月30日至4月27日期間，逢星期二至六，深宵劇集時段02:50-03:30於本港台重播；2021年亞洲電視數碼媒體重新發佈本劇。

## 劇情簡介
經營米鋪的高錫年（郭峰飾）與妻林淑嫻（米雪飾）感情和睦，二人育有兩子世康（李泳漢飾）和世傑（李泳豪飾）。哥哥康敦厚正直，學業一般，弟弟傑聰明伶俐，成績優異。一次兩兄弟與街坊大牛的兒子爭執，傑一怒之下偷偷在米中放老鼠藥，剛巧被對街米鋪老闆程升（劉丹飾）目睹，升順勢加重“下藥”嫁禍高家，結果大牛一家中毒身亡。大牛憤然到高家米鋪放火報復，年在大火中弄至殘廢，高家自此家道中落。高家搬到木屋區後，嫻不甘捱窮，與年日漸疏離，一直覬覦嫻的升乘機向嫻表白，嫻遂拋夫棄子跟隨升遠走南洋。禍不單行，康與傑在一次到郊外遊玩時，傑不慎跌下山坡致半身不遂，更漸漸失去説話能力，康决定輟學工作養家。
十五年後，康（江華飾）與傑（呂頌賢飾）長大成人，康腳踏實地任裝修工人賺錢養家，多年間不斷尋求醫藥，望能治好傑的病，適逢美國腦科權威訪港，康得知後帶着傑前去求醫，卻被拒諸門外，最終康以誠意打動名醫出手治療傑。此時在南洋致富的升陪同嫻回港尋子，更成立建築公司「程氏企業」。嫻在街頭偶遇前夫年，得悉傑得病且多年未有好轉，悔疚不已，欲奪回兩子，以補償當年棄家而去的過錯，卻不被年和康接受。
傑在眾人的鼓勵下逐漸康復，期間康的青梅竹馬女友李綺雯（蔡曉儀飾）作為護士一直在旁照料，傑對雯日久生情，唯雯只對康一心一意。傑大病初愈在快餐店工作，卻因為無法適應而處處碰壁，加上因無法得到雯而日漸壓抑。不久雯與康吵架，在喝醉後誤認傑為康更與他發生關係，事後傑慌忙逃脱。雯醒來遇上康前來探望，對康異常熱情，並暗示要與康結婚，康茫然下終發現傑所為。重情的康決定不咎既往迎娶雯，傑心有不甘，竟在二人宣佈婚事之時説出真相，雯認定康出於同情才迎娶自己，在悔婚後為逃避康與傑而搬離住處。
傑破壞大哥婚事，被父兄冷待，關係出現裂痕，遂向嫻坦承自己的過錯。嫻對傑尤為溺愛，不但沒有怪責他，更讓升安排傑在程氏任職，天資聰穎的傑在大病期間也一直自修，故不久便熟悉公司的運作，且受到金錢的洗禮。傑為了追回失去的青春，積極博取升的信任，誓要在建築界穩步上揚。另一邊廂，康與好友俊（嚴秋華飾）以小本合資裝修公司，偶然間認識女檢控官梁小玲（劉錦玲飾），富家出身的玲年幼喪母，自小怪責父親梁光榮（楊群飾）只顧生意忽略了抱病的母親，父女關係惡劣。
事業上了軌道的傑打算回家探望年，卻偶遇雯被智障男子持刀挾持，傑為救雯在混亂中被刺傷，雯受感動下答應與傑同居，康大感失落。康懵然不知玲一早傾慕自己，曾被玲拒絶的俊出手成功攝合二人。康與玲同病相憐，二人皆怨恨自己的父／母親，玲欲調解嫻與康的關係，可惜吃力不討好。年得悉傑投靠升後大怒，加上升乘機挑衅，不堪刺擊發病而亡。康在年的喪禮上恨傑認賊作父，阻止傑拜祭年。
升在生意上遇上勁敵榮，假裝解僱傑並讓他成為卧底轉投榮的梁氏企業。傑向榮長女梁小惠（楊玉梅飾）獻媚，同時安排已懷有其骨肉的雯移民加國作瞞騙，不料雯因護照問題無法登機，返回時撞破傑與惠私會。傑一面對惠謊稱與雯早已分手並取得惠信任，一面向雯解釋接近惠只因利益，達到目的後便會離開惠，雯對傑大感失望。康到傑和惠的婚禮會場斥責傑，為雯討回公道，傑惱羞成怒，與康發生衝突，兄弟關係正式決裂。迷戀傑的惠不理千夫所指以及妹妹玲的勸喻，對傑信任有加，因而被傑輕易套取梁氏企業機密。雯誕下與傑所生的兒子基仔，榮愛女心切替傑收拾殘局，主動向雯提出以金錢作補償，唯雯堅持獨力撫養基仔，更多番拒絕傑的贍養。
升與傑裡應外合打垮梁氏，榮大受打擊之下病故，玲遺憾來不及與父親修復關係，惠則内疚自責，出走國外。升奸計得逞，卻擔心養虎為患，故意把傑投閒置散，並提拔親姪程國強（馮國飾）。傑不忿而綁架升，在接贓時被升識破。升假裝向傑求救，乘機在傑身上留下線索。傑露出真面目駕駛貨車輾斃升，並以假口供避過警方檢控。傑計劃從嫻手中接管程氏，卻被嫻在其夾克口袋裡發現送給升的袖口鈕，從而得悉傑是殺死升的真兇。嫻決定更改遺囑，將遺產改為分給康，傑在與嫻爭執中將她推下樓，並訛稱嫻乃自殺。就在當晚康在玲多番相勸下嘗試原諒嫻，卻猶豫不決一直在程宅門口徘徊，終不能與嫻冰釋前嫌。嫻出殯，康欲拜祭，被假惺惺的傑阻止，康無言以對。
傑為吞奪康即將繼承的財產，買兇槍殺康，子彈誤中雯的右臂，使雯懷中的基仔從天橋上掉下摔死，傑悔怒交加，竟又歸咎康。其時法庭禁止傑動用程氏名下所有資產，並不得在程氏擔任任何職務，兄弟倆繼而對簿公堂。法庭上，雙方爭論嫻所立遺囑效力，康要懲治傑，傑認為財產是自己應得。聆訊中途，警方以涉嫌謀殺拘捕傑，原來嫻墮樓當晚出現目擊證人；傑聘請大狀洗脱罪名，並成功奪得遺產繼承權，眾人無可奈何。正當傑意氣風發地接管程氏時，舊病復發，當年治好其病情的腦科醫生卻已於半年前死於車禍，群醫束手無策。傑深感後悔，先後懇求雯和康原諒，皆不被接受，生無可戀的傑最後在年死忌當日在其墳前懺悔，並吞槍自殺以死贖罪。

## 演員表

### 高家
| 演員           | 角色   | 暱稱/關係 |
| 郭 峰          | 高錫年 | 林淑娴之夫，後分開 高世康、高世傑之父 早年经營米铺，後被程升陷害致家道中落 被高世傑气死 |
| 米 雪          | 林淑娴 | 高永年之妻，後分開 高世康、高世傑之母 於第5集拋夫棄子跟程升私奔 於18集被高世傑意外從露台扔下身亡 |
| 李泳漢（童年） | 高世康 | 高永年、林淑娴之長子 高世傑之兄 李绮雯第一任男友，後被高世傑横刀奪愛 阿俊之好友，与其合作做裝修 梁小玲之男友 |
| 江 華          | 高世康 | 高永年、林淑娴之長子 高世傑之兄 李绮雯第一任男友，後被高世傑横刀奪愛 阿俊之好友，与其合作做裝修 梁小玲之男友 |
| 李泳豪（童年） | 高世傑 | 高永年、林淑娴之次子 高世康之弟 李绮雯第二任男友 梁小惠之男友，後结婚，再抛弃 於第4集與高世康踩單車時不慎堕下山坡，腦部被细菌感染而痉挛且失去说话能力，15年後康复 曾短暂在快餐店工作，後为了向上爬而到程氏企业工作 於第18集駕貨車輾斃程升 於第18集殺害林淑娴 於第19集買兇殺害高世康不果 於第20集舊病復發，後吞槍自殺 |
| 吕颂贤         | 高世傑 | 高永年、林淑娴之次子 高世康之弟 李绮雯第二任男友 梁小惠之男友，後结婚，再抛弃 於第4集與高世康踩單車時不慎堕下山坡，腦部被细菌感染而痉挛且失去说话能力，15年後康复 曾短暂在快餐店工作，後为了向上爬而到程氏企业工作 於第18集駕貨車輾斃程升 於第18集殺害林淑娴 於第19集買兇殺害高世康不果 於第20集舊病復發，後吞槍自殺 |

### 程家
| 演員  | 角色   | 暱稱/關係 |
| 劉 丹 | 程 升  | 早年经營米铺，因營商有道，後來成為梁氏企建筑公司總裁 於第5集帶走林淑娴，後为其夫 程國强之叔父 於第18集被高世傑顧人绑架，逃脱時被追截的高世傑駕重型货车輾斃 |
| 馮 國 | 程國强 | 程升之亲姪 於第18集與程升一同被高世傑顧人绑架，後被匪徒撕票                                                                                                |

### 李家
| 演員           | 角色   | 暱稱/關係                                                                                |
| 譚少瑛         | 李 母  | 李绮雯之母 與高家为鄰                                                                    |
| 江麗娜（童年） | 李绮雯 | 護士 高世康的青梅竹馬及第一任女友，因高世傑破壞而分手 被高世傑單戀，後為其女友，最後反目 |
| 蔡曉儀         | 李绮雯 | 護士 高世康的青梅竹馬及第一任女友，因高世傑破壞而分手 被高世傑單戀，後為其女友，最後反目 |

### 梁家
| 演員   | 角色   | 暱稱/關係                                                                                       |
| 楊 群  | 梁光榮 | 梁氏企业總裁 梁小惠、梁小玲之父                                                                 |
| 楊玉梅 | 梁小惠 | 梁光榮之长女 梁小玲之姊 高世傑之女友，後为其妻，最後反目                                        |
| 劉錦玲 | 梁小玲 | 檢控官 梁光榮之次女 梁小惠之妹 年幼丧母而怨恨梁光榮，後和好 曾被阿俊追求 喜欢高世康，後為其女友 |

### 其他演员
- 嚴秋華 飾 阿  俊（高世康之好友，与其合作做裝修；曾追求梁小玲）
- 萬斯敏 飾 阿  冰（護士；李綺雯同事）
- 鄧德光 飾 羅醫生（腦科權威，治好高世傑）
- 楊嘉諾
- 蕭　亮 飾 何鐵柱（何大狀；英國大律師公會副主席；高世傑謀殺林淑嫻一案之辯護律師）
- 鄭恕峰 飾 姚律師
- 劉宗基 飾 胡永衡
- 陳秋彤 饰 Cat（曾被高世傑單戀）
- 陳麗雲 饰 輝  母
- 施介强 饰 阿  輝
- 施明 饰 阿  芬
- 丁　櫻
- 陳　東
- 周兆麟
- 仲　煒 飾 呂Sir（CID）
- 鄒偉倫 飾 CID
- 邱展鵬 飾 維修技工（高世傑謀殺林淑嫻一案之目擊證人）
- 曾贊安 飾 程家司機
- 曾燕婷
- 曾健明
- 許思敏
- 譚少瑛
- 陳十三
- 華忠男 飾 大  牛
- 石中玉
- 丁　櫻
- 李春陽
- 陳鳳冰[註 1]
- 夏玉麟[註 2] 饰 裝修老闆
- 計祥龍[註 3] 飾
- 羅樹祺[註 4] 飾 法  官
- 紀保羅[註 5] 飾
- 馮麗嫦[註 6] 飾
- 何其勇[註 7] 飾 記  者

## 外景
- 強記飯店
- 古洞愛華學校
- 新樂電髮廳
- 順泰昌米業
- 永生大押
- 和隆糧食公司
- MP TOURS LIMITED
- 香島中學
- 夏劍屏跌打醫院
- 欣欣花舍
- 樂民新邨
- 顯達鄕村俱樂部
- 香港貝殼商店
- CITY ONE KARAOKE
- 展能運動村
- 嘉樂山莊
- 尖沙咀鐘樓
- 舊油麻地警署
- 聖德肋撒醫院
- 皇后碼頭
- 雪廠街都爹利街
- 前最高法院
- 雅芳園(九龍塘范信達道)
- 梳士巴利道尖沙咀海濱公園
- 九龍酒店
- 聽濤村（位於小欖樂濤街9號，劇中梁家的別墅）
- 華人廟宇
- 皇后像廣場立法局（現終審法院）

## 拍攝背景
本劇由亞視拍攝于1991年。90年之前亞視以武俠劇和歷史劇為主，如之前播出的《四大名捕》、《萍蹤俠影錄》、《秦始皇》和《武則天》等，亞視在80時代雖然無法與無線平分收視，但因為劇種豐富，劇情也多無架構模式約束，故依然有不錯的收視，並有固定的觀眾群。90年代初，亞視製作了一系列劇集，致力發掘及羅致人才，呂頌賢、萬綺雯、江華和伍詠薇等後來的一線紅星都是當時亞視力捧的新人。此時恰逢TVB家族恩仇劇《義不容情》（1989）創下了收視奇跡，開啟了香港電視台製作家族恩仇劇的時代；亞視為抗衡而乘勢起用呂頌賢、江華、蔡曉儀、劉錦玲以及老牌台柱米雪，共同推出了這部20集的時裝劇。
故事架構為典型的兄弟恩怨情仇：同為出身市井的小人物，兩兄弟因為各自的性情及際遇，在名利誘惑與親情道義之間作出了不同抉擇，卻在冷酷的現實中受到命運之手的播弄。兄長懷著仁愛之心一直為親人奔波，結果仍然痛失所有親人；弟弟少時飽經病痛，成年及康復後為了爭名逐利，不惜犠牲親情和愛情，最後雖然逍遙法外卻無法善終。種種關于人性的拷問在很多人記憶中留下了深刻印象。
此劇首播時正值無線播出溫碧霞擔任女主角並走紅的《火玫瑰》，因此不少觀眾先看此劇約20分鐘後便轉台觀看《火》劇。

## 音樂
- Willie Nelson歌曲《A Whiter Shade of Pale》
- 李克勤歌曲《如果有一天》
- 葉倩文歌曲《零時十分》
- Kenny G歌曲《Don't Make Me Wait for Love》
- 黃品源歌曲《你怎麽舍得我難過》

## 配樂
- 川井憲次《のあ・哀愁のテーマ》
- 中島優貴《いにしえの詩》
- 中島優貴《悲しみのワルツ》
- 神思者《Troubadour》
- 渡辺俊幸《Tsunoro Fuan》
- Georges Delerue《Dusk For Night》

## 影碟發行
以下所有影碟發行均由亞洲電視授權：
美國發行代理商Asiaview Entertainment (US)於2005年8月25日推出發行了《還我今生》(美國版)VCD影碟零售版本，此影碟將已播放的集數併製為14張碟。粵語音軌，不提供字幕；另外，台灣發行代理商亦曾推出發行《還我今生》DVD影碟零售版本，收錄全劇20集、共2碟，設有粵語及國語雙語版本，另有粵語無字版本。

## 軼事
本劇本來是打算開拍四十集，最後改為只拍二十集。

## 外部連結
- 豆瓣电影上《本是同根》的資料 （简体中文）
- 《還我今生》亞洲電視[]